# الأمير السعيد (قصة)
الأمير السعيد هي حكاية خرافية كتبها الشاعر والكاتب المسرحي أوسكار وايلد، نُشرت لأول مرة مضمنة في الأمير السعيد وقصص أخرى مع أربعة قصص للمؤلف سنة 1888.

## الحبكة الدرامية
بطل الرواية هو تمثال ذهبي للأمير، الذي يقع على الجزء العلوي من قمة أحد الأعمدة حيث يمكن رؤية المدينة بأكملها: وطائر سنونو المخازن، الذي تأخرت هجرته لأفريقيا بسبب الحب الذي يشعر به تجاه عود قصب. هبط طائر السنونو على التمثال ورأى الأمير يبكي من الظلم الذي يمكن ملاحظته من موقعه. ثم يطلب من السنونو تقديم المجوهرات التي تزينه للأناس الأكثر احتياجا. ينفذ الطائر ذلك ويبقى مع الأمير يوزع المجوهرات التي تزينه حتي يخلو التمثال تماما من الذهب والياقوت والحلى. ولكن يحتدم البرد و يموت السنونو وهو يقبل الأمير في شفتيه. فانكسر قلب التمثال لرؤية ذلك. في اليوم التالي، لاحظ عمدة المدينة التمثال على وضعيته التالفة، فأمر بإزالة التمثال وإذابته. وعلى الرغم من ذلك، فإن قلب الأمير لم يذب في الفرن وقاموا بإلقاءه في كمية  من الغبار، حيث يرقد جثمان صديقه السنونو.

## النشر
قام الكاتب أوسكار وايلد بكتابتها ونشرها بعد عامين من ولادة طفله الأخير فيفان.

## وصلات خارجية
- النص كاملًا على ويكي مصدر.